# Шквальный огонь
«Шквальный огонь» (англ. From The Hip) — фильм режиссёра Боба Кларка.

## Сюжет
Начинающий адвокат Робин превращает обычный гражданский иск в захватывающую шараду. Он пытается продвинуться по карьерной лестнице в фирме, и в то же время ему нужно защищать учителя колледжа, который обвиняется в убийстве.

## В ролях
- Джадд Нельсон — Робин
- Элизабет Перкинс
- Джон Хёрт — Дуглас
- Дэн Монахэн — Лэрри
- Дэвид Алан Грир — Стив Хадли
- Нэнси Маршан — Роберта
- Джордж Холл — Харви Билс
- Арт Хиндл — лейтенант Мэтт Соша

## Съёмочная группа
- Режиссёр: Боб Кларк
- Исполнительный продюсер: Ховард Болдуин
- Продюсеры: Рене Дюпон, Боб Кларк
- Сценаристы: Дэвид Э. Келли, Боб Кларк